# Franz Schaaf
Franz Schaaf (* 20. Februar 1919 in Koblenz; † 2. August 1991 in Grafschaft) war ein deutscher Unternehmer und Politiker (CDU).

## Leben
Nach dem Volksschulabschluss besuchte Schaaf von 1929 bis 1935 das Realgymnasium. 1936 begann er eine Lehre als Industriekaufmann in Köln-Mülheim, die er 1939 mit der Gehilfenprüfung abschloss. Er wurde 1939 zum Reichsarbeitsdienst verpflichtet, nahm ab 1940 als Soldat am Zweiten Weltkrieg teil und geriet zuletzt in britische Gefangenschaft, aus der er im September 1945 entlassen wurde.
Nach seiner Rückkehr aus der Kriegsgefangenschaft wurde Schaaf 1945 Geschäftsführer und Teilhaber der Kettinger Thonwerke Schaaf & Cie. KG in Grafschaft-Lantershofen. Er war Vorsitzender des Verbandes feuerfeste und keramische Rohstoffe e. V. in Koblenz, Vorstandsmitglied des Rheinischen Industrieverbandes Steine und Erden e. V. in Neuwied und Beiratsmitglied des Verbandes der Deutschen Feuerfest-Industrie e. V. in Bonn.
Schaaf trat 1956 in die CDU ein. Im folgenden Jahr wurde er zum stellvertretenden Vorsitzenden des CDU-Kreisverbandes Ahrweiler gewählt, dem er von 1959 bis 1967 sowie erneut von 1969 bis 1981 vorstand. Von 1965 bis 1969 war er Vorsitzender des CDU-Bezirksverbandes Koblenz-Montabaur. 1965 wurde er in den Landesvorstand und in den Bundesparteiausschuss der CDU gewählt.
Schaaf betätigte sich zunächst in der Kommunalpolitik und war ab 1956 Mitglied im Kreistag des Landkreises Ahrweiler. Bei den Landtagswahlen 1967, 1971, 1975, 1979 und 1983 wurde er jeweils über einen Listenplatz der CDU in den Landtag von Rheinland-Pfalz gewählt. Im Parlament war er von 1967 bis 1985 Mitglied des Ausschusses für Wirtschaft und Verkehr, von 1971 bis 1985 Mitglied des Haushalts- und Finanzausschusses und von 1975 bis 1985 stellvertretender Vorsitzender der Rechnungsprüfungskommission. Zudem war er von 1971 bis 1979 Mitglied des Zwischenausschusses. Am 31. Dezember 1985 legte er sein Landtagsmandat aus Altersgründen nieder, das daraufhin Wilhelm Josef Sebastian als Nachrücker übernahm.
Franz Schaaf war verheiratet und hatte fünf Kinder.

## Ehrungen und Auszeichnungen
- 1979: Verdienstkreuz 1. Klasse der Bundesrepublik Deutschland.
- 1986: Ehrenplakette des Landkreises Ahrweiler.[4]